# جمعية مرشدات سانت لوسيا
جمعية مرشدات سانت لوسيا هي المنظمة الإرشادية الوطنية في سانت لوسيا. تأسست المنظمة في عام 1925، وأصبحت عضوا كامل العضوية في الرابطة العالمية للمرشدات وفتيات الكشافة في عام 1984. تعتبر الجمعية عضو في رابطة الكاريبي للمرشدات. المنظمة للفتيات فقط وتضم 2,181 عضوة (اعتبارا من عام 2003).